# 華星冰室
華星冰室是位于香港灣仔克街6號廣生行大廈地下B1號舖的一家著名冰室，及後于2012年在旺角及筲箕灣開設分店。招牌菜是黑松露炒蛋多士，該冰室以冰室名義運作也參考茶餐廳的運作。餐廳創業者為唱片業人士，包括華星唱片前高層兼著名經理人簡民迪(文迪)。

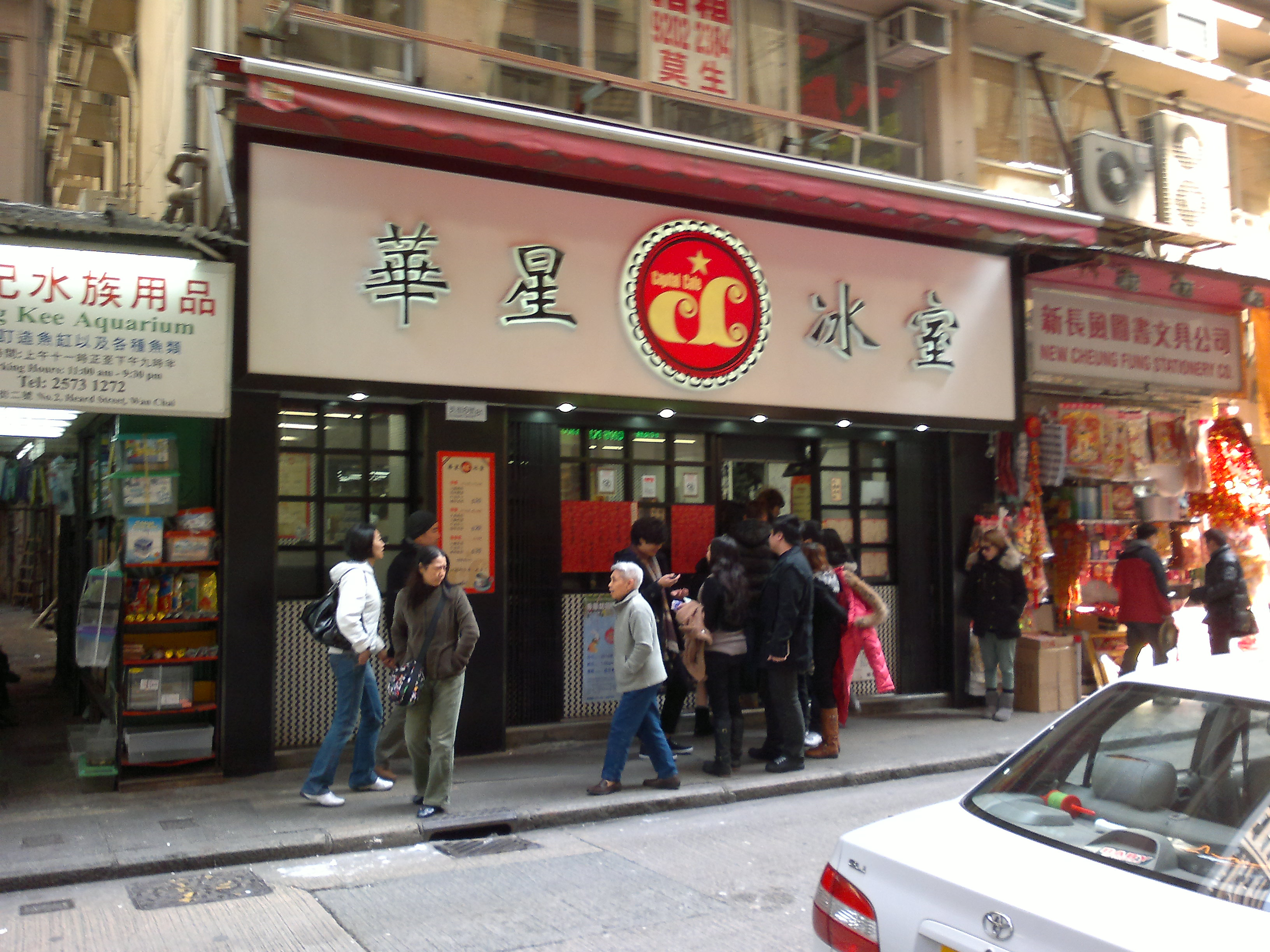
華星冰室灣仔總店

由於茶餐廳主打1980年代情懷，故不時有明星捧場，如陳奕迅、楊千嬅及梁漢文等。2014年無線電視的音樂特輯《遇上千嬅・遇見愛》亦於華星冰室取景。
2019年被網民標示為藍店後，生意大受影響。

## 歷史
2011年，華星冰室與中國內地商人合作，以特許經營方式在廣州開設兩間分店，中國拍檔負責管理財政及行政方面，香港公司則作顧問，期望將香港茶餐廳文化帶進內地。不過大陸拍檔從未正視餐廳食物質素問題，結果引來網上劣評如潮，最後因財政混亂、文化差異及營運質素欠佳而不歡而散，現正透過法律向對方追討。
2014年6月，華星冰室進駐澳門皇朝區。同年12月於西環加開新分店「華星客棧」，提供傳統家常小菜為主。

## 外部連結
- 官方网站
- 華星冰室的Facebook專頁